# La chaîne L'Équipe
La chaîne L'Équipe (anteriorment L'Équipe 21) és un canal de televisió francès d'àmbit esportiu gratuït i disponible per la TDT francesa. Va ser llançada el 31 d'agost del 1998 amb el nom de l'Équipe TV. El canal va ser reanomenat amb l'arribada de la TDT atès que el Consell de l'Audiovisual Francès buscava nous canals per incorporar-los a la nova plataforma. De fet, l'Equipe és propietat del periòdic del mateix nom i també d'àmbit esportiu. Per cable, el canal està disponible amb les companyies SFR, Bouygues Télécom, Free i Orange.